# Max Biaggi

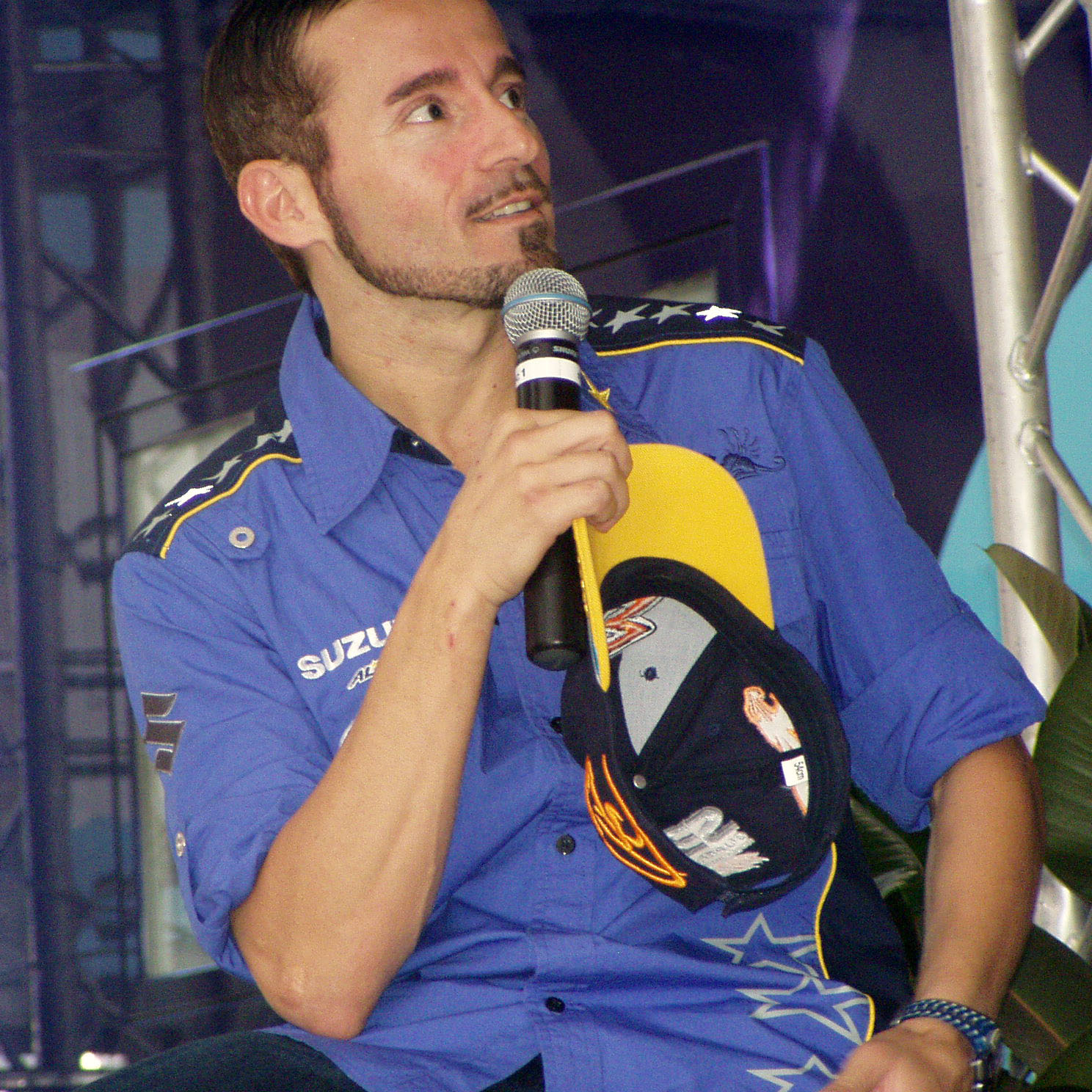
Max Biaggi

Massimiliano „Max“ Biaggi, (bijnaam: Romeinse keizer; Rome, 26 juni 1971) is een voormalig Italiaans motorcoureur.
In 1991 won Biaggi het Europees kampioenschap. Het volgende jaar onderstreepte hij zijn GP-debuut in de 250cc klasse met een overwinning in Zuid-Afrika en eindigde als vijfde in de WK-eindstand. In de daaropvolgende vijf seizoenen (1993-1998) scoorde Biaggi 33 polepositions, 29 zeges en werd vier keer wereldkampioen.
In 1998 verhuisde Biaggi naar de 500cc-klasse en zijn eerste wedstrijd in deze klasse sloot hij winnend af. In zijn 'rookie'-jaar eindigde hij uiteindelijk als tweede achter Mick Doohan. Ondanks zijn goede resultaten in zijn eerste jaar in de 500cc-klasse kreeg hij toch niet de nieuwste en snelste onderdelen van Honda en daarom besloot hij te vertrekken naar het Yamaha team.
Zijn tijd bij het Yamaha team was zeker niet zonder succes. Hij won in totaal acht wedstrijden voor het team. Kampioen werd Biaggi nooit op de Yamaha en daarom besloot hij te vertrekken bij het team en terug te keren bij Honda om op die manier zijn aartsrivaal Valentino Rossi beter te kunnen uitdagen. Na twee succesvolle jaren bij het Camel Honda team kreeg Biaggi de kans om bij het grootste team van Honda en de MotoGP te kunnen rijden.
Die kans greep Biaggi en dus was een fabrieksrijder van Honda bij het Repsol Honda Team. Het seizoen op de Repsol Honda was een absoluut rampjaar voor Biaggi zonder ook maar één overwinning. Als gevolg van de tegenvallende resultaten werd Biaggi vervangen door de meervoudig wereldkampioen in de 250cc Dani Pedrosa.

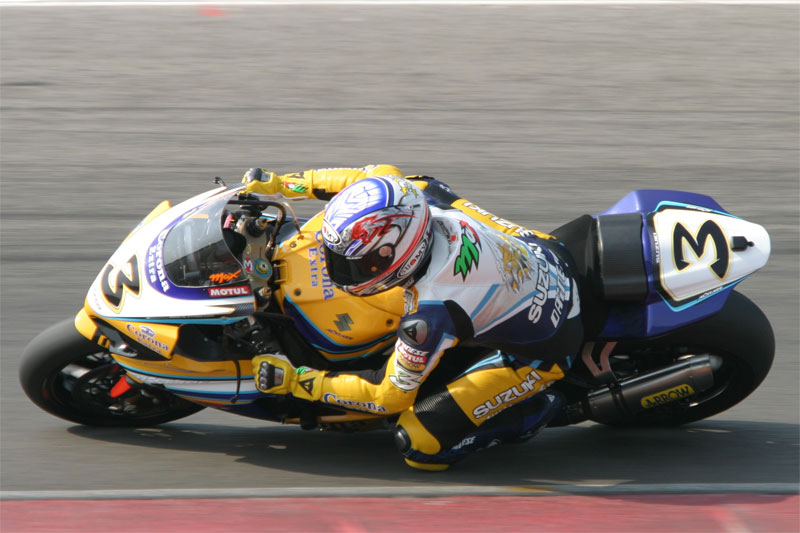
Biaggi op de Corona

Na het ontslag bij Honda ging Biaggi hard op zoek naar een nieuw team voor het nieuwe seizoen maar zonder succes en stond Biaggi een seizoen lang langs de kant.
In 2007 keerde Biaggi terug en ging voor het Corona Alstare Suzuki Team rijden in de wereldkampioenschap superbike, de tegenhanger van de MotoGP. Zijn eerste wedstrijd in de World Superbikes reed Biaggi in Qatar. Deze wedstrijd wist hij ook meteen te winnen en de tweede race in Qatar (in de Superbikes rijdt men namelijk twee races) eindigde hij als tweede. Aan het einde van het seizoen werd Biaggi derde op de Suzuki. Niettemin besloot Suzuki om te stoppen met hun officiële SBK-team en zich te concentreren op het MotoGP-kampioenschap. In 2008 maakte hij, enigszins noodgedwongen, de overstap naar het Sterilgarda Team. Op zijn Ducati 1098RS was hij goed voor 7 podiums en een 7de plaats in het eindklassement.
Voor het seizoen 2009 tekende Biaggi bij het nieuwe Aprilia Racing-fabrieksteam, waar hij 9 podiumplaatsen behaalde en 4e werd in het eindklassement. In 2010 reed Biaggi ook weer voor het Aprilia Alitalia Racing Team, waar hij 13 podiumplaatsen behaalde en de eerste Italiaan was die wereldkampioen was geworden in de World Superbikes. Ook in 2012 werd Biaggi wereldkampioen. In de laatste race van het seizoen wist hij door op de vijfde plek te eindigen een halve punt voorsprong te behouden op zijn naaste concurrent Tom Sykes, die de wedstrijd wist te winnen. Na afloop van het seizoen maakte de 41-jarige Biaggi bekend, ondanks een aanbieding om voor Aprilia te blijven racen, te stoppen met zijn actieve carrière.
In 2013 maakte Biaggi, die op dat moment werkzaam was als commentator voor de Italiaanse televisie, voor het team Pramac Racing een aantal testritten op de Ducati Desmosedici GP13

## Behaalde resultaten
| Jaar     | Klasse          | Klasse                      | Klasse               | Klasse | Pole | Races | Podium | 1e plaats | 2e plaats | 3e plaats | Snelste Ronde | Titels              |
| All-time | WSBK            | WSBK                        | WSBK                 | WSBK   | 4    | 125   | 59     | 16        | 25        | 18        | 14            | 2                   |
| All-time | MotoGP          | MotoGP                      | MotoGP               | MotoGP | 8    | 65    | 30     | 5         | 15        | 10        | 6             | 0                   |
| All-time | 500cc           | 500cc                       | 500cc                | 500cc  | 15   | 62    | 28     | 8         | 11        | 9         | 8             | 0                   |
| All-time | 250cc           | 250cc                       | 250cc                | 250cc  | 33   | 87    | 53     | 29        | 15        | 9         | 28            | 4                   |
| Jaar     | Klasse          | Team                        | Motor/Auto           | Banden | Pole | Races | Podium | 1e plaats | 2e plaats | 3e plaats | Snelste Ronde | WK Positie (punten) |
| 2012     | WSBK            | Aprilia Alitalia Racing     | Aprilia RSV4 Factory | P      | 1    | 27    | 11     | 5         | 2         | 4         | 5             | 1e (358)*           |
| 2011     | WSBK            | Aprilia Alitalia Racing     | Aprilia RSV4 Factory | P      | 2    | 18    | 12     | 2         | 9         | 1         | 5             | 3e (281)*           |
| 2010     | WSBK            | Aprilia Alitalia Racing     | Aprilia RSV4 Factory | P      | 2    | 26    | 14     | 10        | 2         | 2         | 2             | 1e (451)            |
| 2009     | WSBK            | Aprilia Racing              | Aprilia RSV4 Factory | P      | 0    | 28    | 9      | 1         | 4         | 4         | 1             | 4e (319)            |
| 2008     | WSBK            | Sterilgarda Go Eleven       | Ducati 1098 RS 08    | P      | 0    | 28    | 7      | 0         | 3         | 4         | 1             | 7e (238)            |
| 2007     | WSBK            | Alstare Suzuki Corona Extra | Suzuki GSX-R1000 K7  | P      | 0    | 25    | 17     | 3         | 7         | 7         | 5             | 3e (397)            |
| 2005     | MotoGP          | Repsol Honda                | Honda RC211V         | M      | 0    | 17    | 4      | 0         | 2         | 2         | 1             | 5e (173)            |
| 2004     | MotoGP          | Camel Honda                 | Honda RC211V         | M      | 1    | 16    | 9      | 1         | 5         | 3         | 3             | 3e (217)            |
| 2003     | MotoGP          | Camel Pramac Pons           | Honda RC211V         | M      | 3    | 16    | 9      | 2         | 4         | 3         | 1             | 3e (228)            |
| 2002     | MotoGP (990 cc) | Yamaha Marlboro             | Yamaha YZR-M1        | M      | 4    | 16    | 8      | 2         | 4         | 2         | 1             | 2e (215)            |
| 2001     | 500cc           | Marlboro Yamaha             | Yamaha YZR500        | M      | 7    | 16    | 9      | 3         | 3         | 3         | 2             | 2e (219)            |
| 2000     | 500cc           | Marlboro Yamaha             | Honda YZR500         | M      | 5    | 16    | 4      | 2         | 0         | 2         | 3             | 3e (170)            |
| 1999     | 500cc           | Marlboro Yamaha             | Yamaha YZR500        | M      | 1    | 16    | 7      | 1         | 5         | 1         | 1             | 4e (194)            |
| 1998     | 500cc           | Marlboro Team Kanemoto      | Honda NSR500         | M      | 2    | 14    | 8      | 2         | 3         | 3         | 2             | 2e (208)            |
| 1997     | 250cc           | Marlboro Team Kanemoto      | Honda NSR250         | D      | 3    | 15    | 10     | 5         | 3         | 2         | 2             | 1e (250)            |
| 1996     | 250cc           | Chesterfield Aprilia        | Aprilia RSV250       | D      | 8    | 15    | 11     | 9         | 1         | 1         | 9             | 1e (274)            |
| 1995     | 250cc           | Chesterfield Aprilia        | Aprilia RSV250       | D      | 9    | 13    | 12     | 8         | 3         | 1         | 7             | 1e (283)            |
| 1994     | 250cc           | Chesterfield Aprilia        | Aprilia RSV250       | D      | 7    | 14    | 10     | 5         | 4         | 1         | 8             | 1e (234)            |
| 1993     | 250cc           | Rothmans Kanemoto Honda     | Honda NSR250         | D      | 2    | 14    | 5      | 1         | 2         | 2         | 1             | 4e (142)            |
| 1992     | 250cc           | Telkor Valesi Racing        | Aprilia RS250        | D      | 4    | 12    | 5      | 1         | 2         | 2         | 1             | 5e (78)             |
| 1991     | 250cc           | Aprilia-Team Italia         | Aprilia RS250        | D      | 0    | 4     | 0      | 0         | 0         | 0         | 0             | 27e (7)             |